# Argyrocosma phrixopa
Argyrocosma phrixopa là một loài bướm đêm trong họ Geometridae.